# Via delle Vigne
Via delle Vigne è una via di Ferrara che inizia da corso Porta Mare e arriva ai Rampari di Belfiore. Fa parte delle mura a nord est della città. In passato veniva divisa in vicolo delle Vigne e vicolo mozzo delle Vigne.
Il nome le viene dal terreno che nei secoli scorsi apparteneva ai Giardini della Montagnola, in seguito abbandonati e poi coltivati ad orti e vigne.

## Storia
La via delimita su due lati l'area sulla quale sorge il cimitero ebraico della città (gli altri due sono costituiti dalle mura e da corso Porta Mare) e occupa una zona rimasta quasi estranea ai mutamenti urbanistici che hanno interessato il resto dell'abitato cittadino entrato a far parte del nucleo di Ferrara con l'addizione Erculea.
Anticamente il primo tratto era chiamato Strada delle Porte Serrate ed era il seguito naturale della Via di Santo Spirito (poi Via Montebello). Terminava all'ingresso del cimitero ebraico, dove in epoca successiva è stato posto il portale monumentale, opera di Ciro Contini.
Il secondo tratto, che era chiamato Via Scortighina, era suddiviso in una parte orientale chiamata Schioccabecco, poi scomparsa perché inglobata nel cimitero ebraico, e in una occidentale, che arrivava a Via delle Erbe. Da qui poi si arrivava alla Montagnola, sulle mura.

## La campagna dentro le mura
Via delle Erbe e Via delle Vigne permettono di arrivare a fondi terrieri dove il paesaggio agricolo tipico ferrarese si è conservato quasi immutato per secoli.
L'ampio spazio racchiuso dalle mura venne destinato a una crescita urbana che non si realizzò mai, diventando in seguito, in particolare dalla metà del XX secolo, un angolo prezioso da difendere. Lasciare corso Porta Mare per ritrovarsi in aperta campagna e contemporaneamente circondati dalle alberature della cinta muraria continua a stupire, e fa tornare indietro nel tempo.
(Carlo Bassi, Ferrara rara: Perché Ferrara è bella)

## Galleria d'immagini

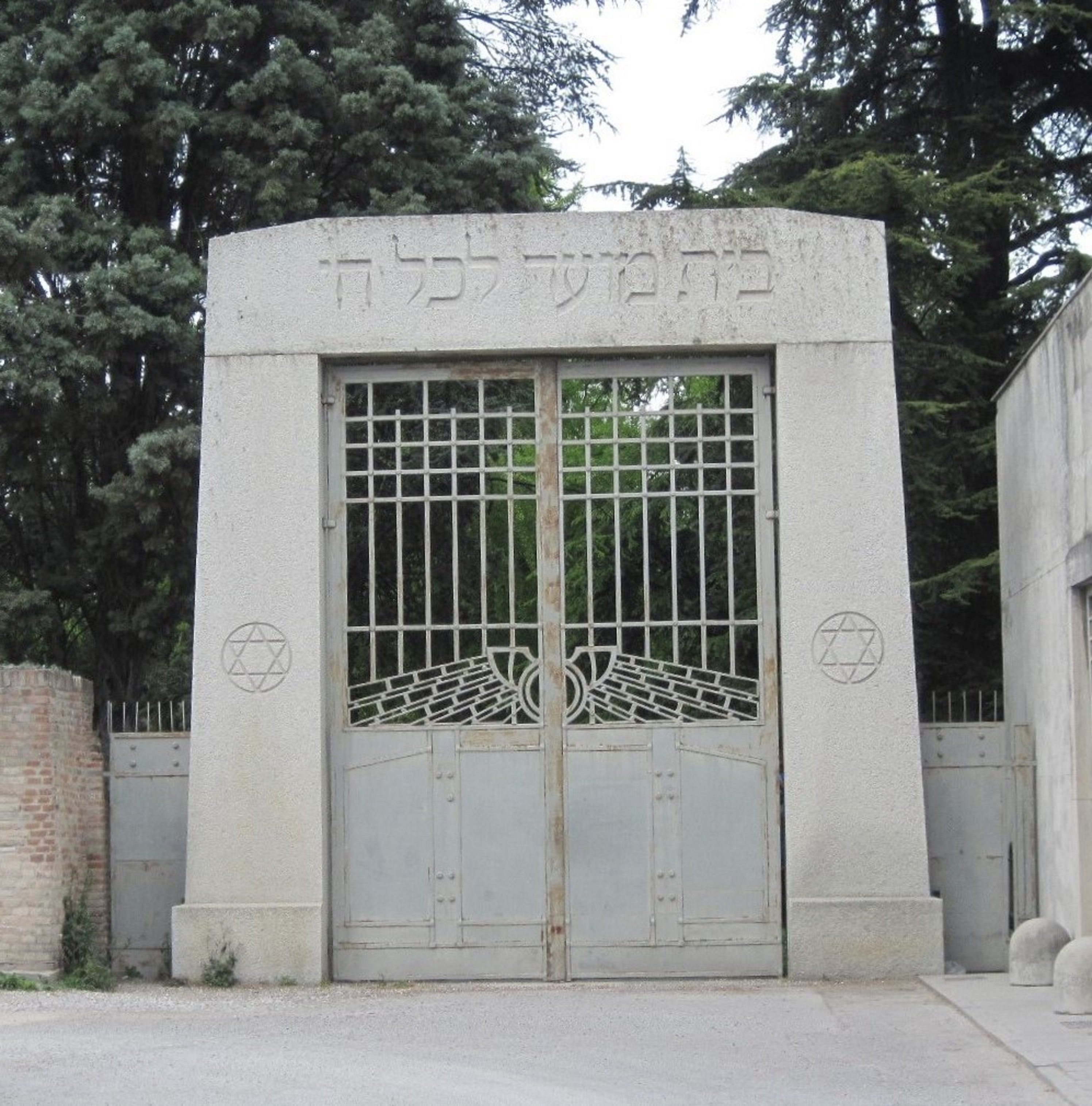
Portale di ingresso al cimitero ebraico.
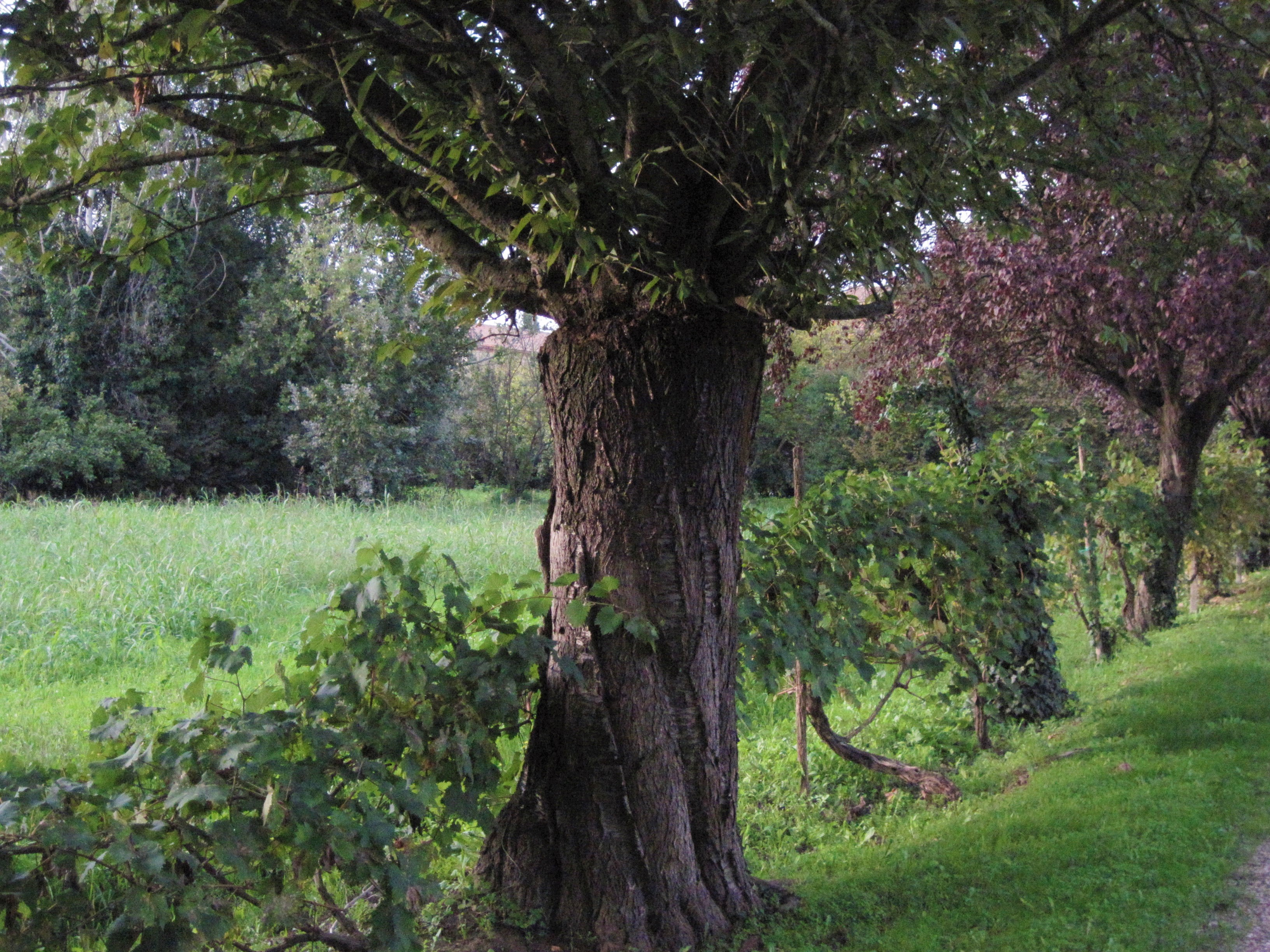
Via delle Vigne. Un angolo di campagna dentro le mura cittadine.
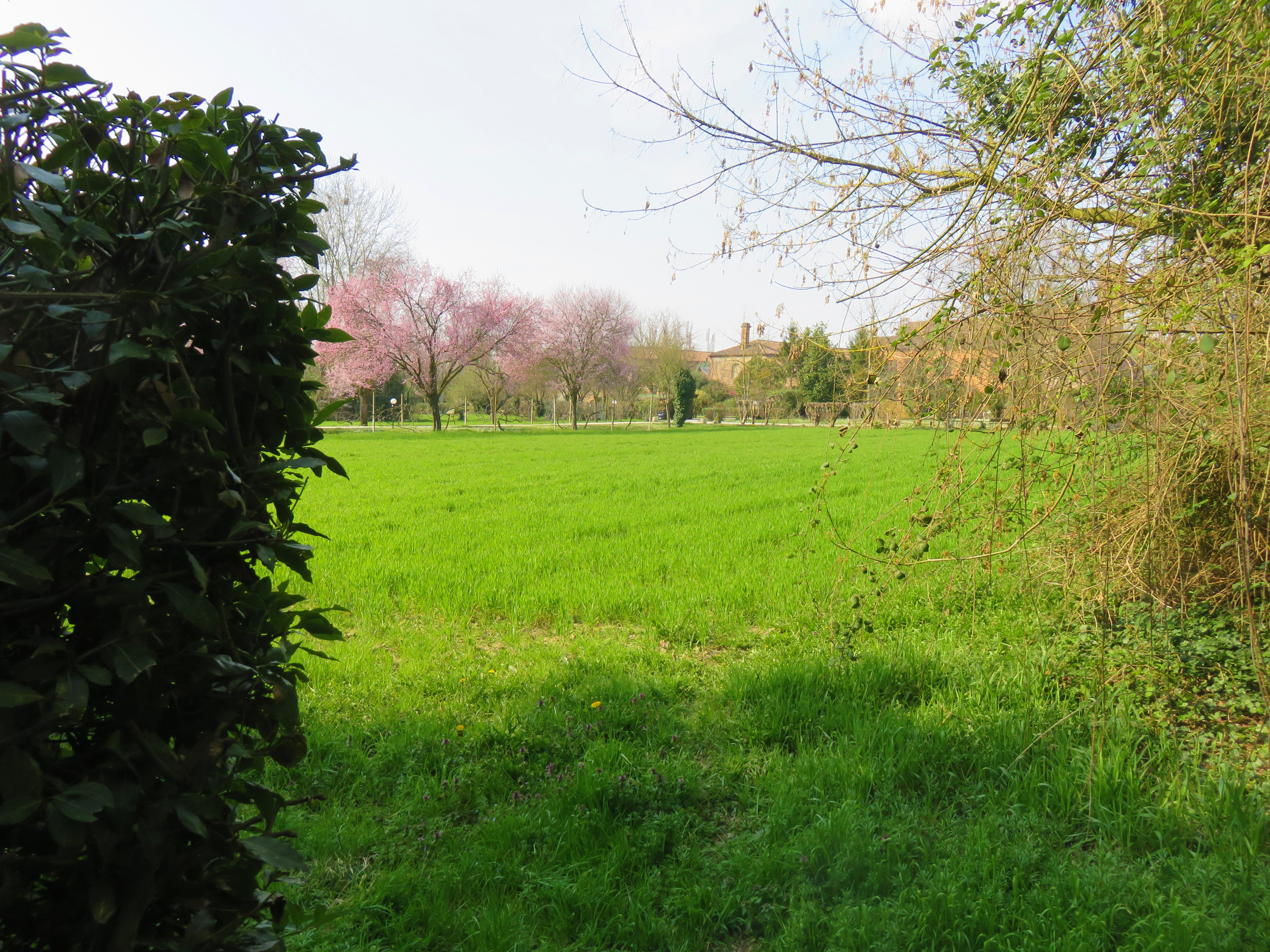
Via delle Vigne.